# Norwegian Wood (This Bird Has Flown)
Norwegian Wood (This Bird Has Flown) is een lied dat werd geschreven door John Lennon met hulp van Paul McCartney. Het lied werd in 1965 uitgebracht op het album Rubber Soul van de Britse popgroep The Beatles. Het nummer is bekend geworden vanwege het gebruik van de sitar, een snaarinstrument uit India, de eerste maal dat een dergelijk instrument op een rock-album werd gebruikt. Lennon schreef het nummer naar aanleiding van een buitenechtelijke relatie die hij eropna hield.

## Achtergrond
Op 25 januari 1965 vlogen John Lennon en zijn toenmalige vrouw Cynthia naar Zwitserland om zich daar bij Beatles-producer George Martin en zijn vrouw Judy te voegen voor een wintersportvakantie. Daar schreef Lennon Norwegian Wood. In een hotelkamer speelde Lennon het lied voor Martin, die zich geblesseerd had tijdens het skiën.
De liedtekst die Lennon schreef, ging over een verhouding die hij had met een andere vrouw. Lennon wilde echter niet dat zijn vrouw erachter kwam dat het lied over een affaire ging, dus probeerde hij dit tussen de regels door te laten schijnen. Hierin is de invloed van Bob Dylan op John Lennon en The Beatles duidelijk merkbaar. Onder invloed van Dylan gingen The Beatles meer aandacht besteden aan de teksten van hun nummers. De liedtekst van Norwegian Wood is daarom - in navolging van de stijl van Dylan - dubbelzinnig en insinuerend.

In the song, I guess I was very careful and paranoid, because I didn't want my wife at the time to know that there really was something going on outside the household. I always had some sort of affair going, so, in the song, I was trying to be sophisticated in writing about an affair, in such a smoke-screen way that you couldn't tell it was real.
— John Lennon (1980)

In de tekst beschrijft de verteller over een vrouw naar wier kamer, dat met Noors hout is gedecoreerd, hij meegaat, waarschijnlijk in de verwachting dat ze met elkaar naar bed zullen gaan. Deze verwachting komt echter niet uit: de vrouw slaapt in haar eigen bed en de verteller moet in het bad slapen. Wanneer de verteller 's ochtends wakker wordt, blijkt de vogel ("bird" is in het Engels straattaal voor "meisje") gevlogen. Uit wraak besluit hij daarom het hout in brand te steken. De tekst is dubbelzinnig omdat het in de regel "So I lit a fire" niet duidelijk is wat hij aanstak, maar de regel wordt gevolgd door "Norwegian wood".
John Lennon heeft zichzelf tegengesproken over Paul McCartneys bijdrage aan Norwegian Wood. In een interview uit 1972 meldde hij dat McCartney hem hielp bij het schrijven van de tekst, terwijl hij in een interview uit 1980 beweerde het nummer geheel zelf geschreven te hebben. McCartney zelf zegt dat toen hij het lied voor het eerst hoorde, Lennon de melodie van het nummer en de eerste regel van het nummer geschreven had ("I once had a girl, or should I say, she once had me"). Volgens McCartney schreven hij en Lennon de rest van de tekst vanuit deze ene regel. McCartney beweert ook dat hij het idee had om als wraak de kamer in brand te steken.
De titel van het nummer - Norwegian Wood - ontstond volgens McCartney doordat Peter Asher, de broer van McCartneys vriendin Jane Asher, zijn kamer had laten decoreren met een houten lambrisering, iets wat in die tijd erg in de mode was.

Peter Asher had his room done out in wood, a lot of people were decorating their places in wood. Norwegian wood. It was pine really, cheap pine. But it's not as good a title, Cheap Pine, baby...
— Paul McCartney (1997)

## Gebruik van de sitar

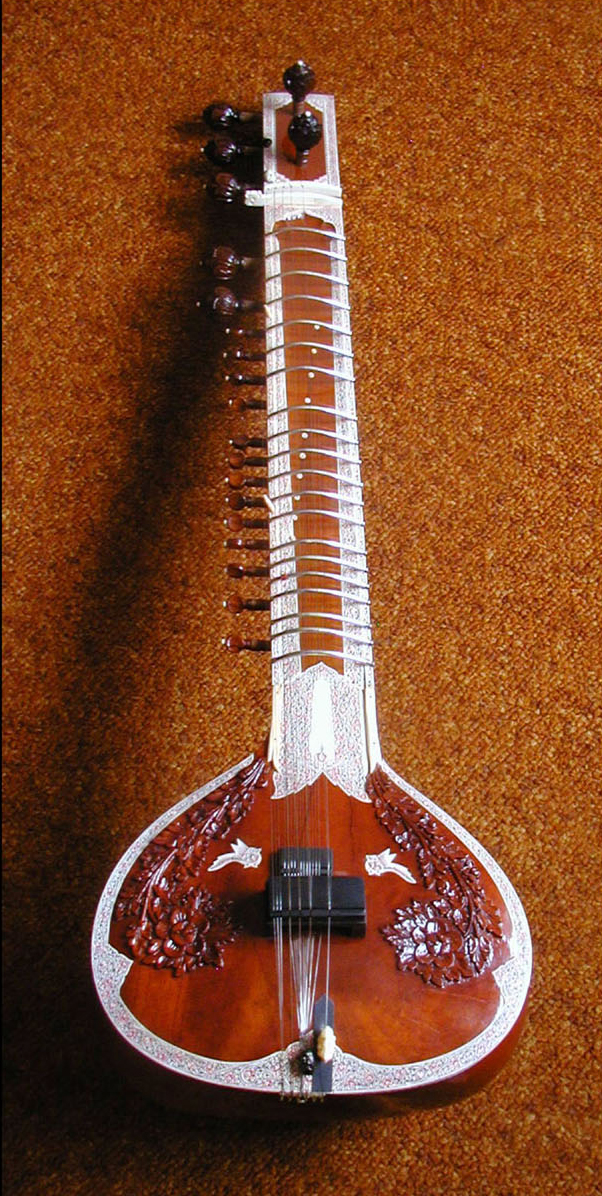
In Norwegian Wood werd de sitar voor het eerst gebruikt op een popplaat.

Op Norwegian Wood maakten The Beatles voor het eerst gebruik van de sitar, een snaarinstrument uit India. Hiermee werd dit instrument voor de eerste maal gebruikt op een popplaat. George Harrison maakte voor het eerst kennis met dit instrument tijdens de opnamen van Help!, de tweede speelfilm van The Beatles. Tijdens een scène zag Harrison een sitar liggen en besloot wat met het instrument te spelen. Vervolgens kocht hij later zelf ook een sitar in een winkel in Londen. Tijdens de opnames van het nummer vroeg Lennon aan Harrison of hij op de sitar de melodie van het nummer kon spelen, wat Harrison vervolgens ook deed.

## Opnames
Op 12 oktober 1965 begonnen The Beatles in de Abbey Road Studios in Londen aan de opnamen voor Norwegian Wood. De titel van het nummer was op dat moment nog "This Bird Has Flown". In de studio besteedden The Beatles lange tijd aan het vinden van het juiste arrangement van het nummer. Lennon raakte hierover gefrustreerd en pas nadat hij het idee kreeg om Harrison te vragen op de sitar te spelen, was hij tevreden. The Beatles namen die dag slechts één take van het nummer op, waaraan ze verschillende overdubs toevoegden. The Beatles waren echter nog niet tevreden met deze opname, want op 21 oktober namen ze in drie takes een volledig nieuwe versie van het nummer op.

## Uitbrengen
Norwegian Wood werd op respectievelijk 3 december en 6 december 1965 door The Beatles uitgebracht op het album Rubber Soul. De versie van Norwegian Wood die The Beatles opnamen op 12 oktober 1965 werd in 1996 uitgebracht op het verzamelalbum Anthology 2.

## Bezetting
- John Lennon - leadzang, akoestische gitaar
- Paul McCartney - zang, basgitaar
- George Harrison - sitar, akoestische gitaar
- Ringo Starr - bass drum, tamboerijn

## Trivia
- Norwegian Wood (Japanse titel Noruwei no Mori) is een wereldwijde bestseller van Haruki Murakami. De titel van het boek verwijst naar het gelijknamige nummer van The Beatles.

## NPO Radio 2 Top 2000
| Nummer met noteringen in de NPO Radio 2 Top 2000 | '99 | '00 | '01 | '02 | '03 | '04 | '05 | '06 | '07 | '08 | '09 | '10 | '11 | '12 | '13 | '14 | '15 | '16 | '17 | '18 | '19 | '20 | '21 | '22 | '23 | '24 |
| ------------------------------------------------ | --- | --- | --- | --- | --- | --- | --- | --- | --- | --- | --- | --- | --- | --- | --- | --- | --- | --- | --- | --- | --- | --- | --- | --- | --- | --- |
| Norwegian Wood                                   | 442 | 255 | 402 | 288 | 328 | 328 | 340 | 303 | 261 | 283 | 260 | 306 | 286 | 499 | 430 | 445 | 469 | 603 | 652 | 884 | 838 | 863 | 900 | 904 | 867 | 905 |

1. ↑  Een vetgedrukt getal geeft de hoogste notering aan.